# Bol d'or automobile 1939
Navigation
Édition précédente Édition suivante
Le Bol d'or 1939, est la 18e édition de l'épreuve et se déroulent les 3 et 4 juin 1939 sur l'autodrome de Linas-Montlhéry.

## Classement de la course
| Pos. | Pilotes            | Châssis           | Tours | Distance/Abandon |
| ---- | ------------------ | ----------------- | ----- | ---------------- |
| 1    | Marcel Contet      | Aston Martin 1500 | 353   |                  |
| 2    | Albert Debille     | Simca T6          |       |                  |
| 3    | Guérin             | Bugatti           |       |                  |
| 4    | René Bonnet        | Deutsch-Bonnet    |       |                  |
| 5    | Angelo Molinari    | Fiat 508 Balilla  |       |                  |
| 6    | Breuillet          | Simca T5          |       |                  |
| Abd  | Alphonse de Burnay |                   |       |                  |
| Abd  | Tronquet           |                   |       |                  |
| Abd  | Victor Camerano    |                   |       |                  |

- Légende: Abd.=Abandon.